# Reinhard Amann
Reinhard Amann (* 19. Juni 1964; † 1. September 2013) war ein deutscher Geschwindigkeitsskifahrer. Sein Sohn Marc ist ebenfalls Geschwindigkeitsskifahrer. 

## Werdegang
Am 18. März 2012 gab Amann sein Debüt im Speedski-Weltcup. Bei seinen ersten Speedski-Weltmeisterschaften 2013 in Vars belegte er den 13. Platz in der SDH-Klasse. Sein bestes Weltcup-Ergebnis erreichte er 2012 in Vars mit dem 17. Platz. Bei den Speed Master 2013 in Verbier belegte er Platz 10 und erreichte mit 186,180 km/h einen neuen persönlichen Geschwindigkeitsrekord. Amann starb am 1. September 2013 plötzlich im Alter von 49 Jahren.